# Kostanjevica na Krki
Kostanjevica na Krki (in passato in tedesco Landstraß) è un comune della Slovenia. Il comune è stato ricreato nel marzo 2006 con la secessione di parte del territorio del comune di Krško.
La località sorge su un'isola formata da un'ansa del fiume Krka. La cittadina è dichiarata monumento nazionale.
Si trova alle pendici settentrionali dei monti Gorjanci vicino al confine con la Croazia. Il centro del villaggio si trova su un'isola nel fiume Krka, ed è anche pubblicizzata come la Venezia della Bassa Carniola.

## Storia
La sua esistenza è documentata dal 1091, già all'epoca quale sede di mercato. Acquisì il titolo di città nel 1252 e venne successivamente inglobata nei domini di una vicina abbazia dei Cistercensi. Venne ricostruita nel corso del XVI secolo, dopo essere stata assalita e distrutta dai Turchi.
Nel 1941, a seguito dell'invasione della Jugoslavia da parte delle truppe dell'Asse, il territorio del comune di Kostanjevica venne diviso lungo il fiume Krka tra la zona di occupazione tedesca a nord e quella italiana a sud. La parte tedesca venne annessa al Reichsgau Steiermark, mentre quella italiana venne inclusa nella neonata Provincia di Lubiana.

## Monumenti e luoghi d'interesse
Al centro storico di Kostanjevica na Krki si accede tramite due ponti che terminano sulla via principale dell'insediamento. La struttura cittadina è costituita da una serie di vicoli che si dipartono dalla via principale che taglia in senso longitudinale l'isoletta.

### Architetture religiose
- Sveti Jakob - La parrocchiale è dedicata a San Giacomo[4]. Di pianta rettangolare, d'origine romanica, possiede una finitura barocca.
- Sveti Miklavž - La chiesa di San Nicola è di origine antica ma rifatta su stilemi gotici.
- Grad - Pur chiamandosi castello è un monastero cistercense dedicato a Santa Maria in Fontis. Fondato nel 1234 operò fino al 1785 quando venne sciolto per atto dell'Imperatore Giuseppe II. Il complesso è formato da un grandioso edificio a tre piani, un ampio cortile rettangolare sul quale si affacciano 260 colonne che formano logge a tre ordini, e una basilica. Il Monastero di Santa Maria in Fontis e l'adiacente parco ospitano e custodiscono numerose sculture che fanno parte della collezione museale conosciuta come "Galleria Božidar Jakac". Le opere scultoree si sono accumulate negli anni dopo l'inizio del Simposio internazionale di scultori Forma Viva nel 1961.

## Geografia antropica

### Naselja
Il comune di Kostanjevica na Krki è diviso in 28 insediamenti (naselja):
- Avguštine
- Dobe
- Dobrava pri Kostanjevici
- Dolnja Prekopa
- Dolšce
- Črešnjevec pri Oštrcu
- Črneča vas
- Globočice pri Kostanjevici
- Gornja Prekopa
- Grič
- Ivanjše
- Jablance
- Karlče
- Kočarija
- Koprivnik
- Kostanjevica na Krki Insediamento capoluogo
- Male Vodenice
- Malence
- Orehovec
- Oštrc
- Podstrm
- Ržišče
- Sajevce
- Slinovce
- Velike Vodenice
- Vrbje
- Vrtača
- Zaboršt